# Vancouver Football Club
Maillots
Dernière mise à jour : 18 août 2025.
Le Vancouver Football Club, ou simplement Vancouver FC, est un club de soccer professionnel canadien fondé en 2022 et basé à Langley, en Colombie-Britannique. Le club participe à la Première ligue canadienne depuis 2023 et joue ses rencontres à domicile au Willoughby Community Park Stadium.

## Histoire

### Fondation
La Première ligue canadienne connaît sa saison inaugurale en 2019 et se lance l'objectif d'être formée de quatorze à seize équipes à l'horizon 2026,,. Néanmoins, seul l'Atlético Ottawa intègre le nouveau circuit en 2020.
Finalement, le 10 novembre 2021, la ligue annonce l'arrivée prochaine d'une franchise dans la région de Vancouver, sans pour autant préciser le domicile exact du nouveau club. Ce droit d'expansion est attribué à SixFive Sports & Entertainment LP, un groupe d'investisseurs déjà propriétaire du Pacific FC situé dans la région métropolitaine de Victoria et notamment composé de l'international canadien Rob Friend.
Le 13 avril 2022, le groupe de propriétaires désigne Langley, banlieue au sud-est de Vancouver, comme domicile de la nouvelle formation. Il s'agit alors de la deuxième franchise de soccer professionnel dans la région après les Whitecaps de Vancouver qui évoluent en Major League Soccer. Quelques mois plus tard, le 2 novembre, le nom de Vancouver FC, le logo et les couleurs du nouveau club sont dévoilés lors d'un événement public présenté au Centre d'Événements de Langley, à proximité directe du terrain prochainement occupé par le futur Willoughby Community Park Stadium. À cette même occasion, le premier entraîneur de l'histoire de l'équipe est dévoilé, en la personne de l'iranien Afshin Ghotbi,.

### Débuts sportifs
Le 14 décembre 2022, Callum Irving est engagé et devient le premier joueur à signer avec le Vancouver FC,. Son arrivée annonce la préparation de la saison inaugurale de 2023 qui débute avec un déplacement au Pacific FC, dans un derby de la Colombie-Britannique, le 15 avril 2023,. La troupe d'Afshin Ghotbi s'incline par la marque de 1-0 dans ce premier Lang Lang Derby avec un but de Manny Aparicio (en) à dix minutes de la fin du temps réglementaire.

## Bilan par saison
| Saison | Saison régulière | Saison régulière | Saison régulière | Saison régulière | Saison régulière | Saison régulière | Saison régulière | Position | Séries éliminatoires | Championnat canadien | CONCACAF     | Affl. moy. saison rég. | Affl. moy. séries éli. |
| Saison | M                | V                | N                | D                | BP               | BC               | Pts              | Cl.      | Séries éliminatoires | Championnat canadien | CONCACAF     | Affl. moy. saison rég. | Affl. moy. séries éli. |
| ------ | ---------------- | ---------------- | ---------------- | ---------------- | ---------------- | ---------------- | ---------------- | -------- | -------------------- | -------------------- | ------------ | ---------------------- | ---------------------- |
| 2023   | 28               |                  |                  |                  |                  |                  |                  | En cours | À venir              | Tour préliminaire    | Non qualifié |                        |                        |

## Stade
Le Vancouver FC joue ses rencontres à domicile au Willoughby Community Park Stadium. D'une capacité prévue de 6 560 spectateurs et aménagé pour être éventuellement agrandi, la construction du stade débute en début d'année 2023,. La structure de l'enceinte est formée de conteneurs, une méthode déjà employée pour le Stade 974 de Doha lors de la Coupe du monde 2022,. Le coût d'une telle construction est estimé entre dix et vingt-cinq millions de dollars.

## Écusson et couleurs
Le logo du club est circulaire, présentant le nom complet de l'équipe ainsi que son année de fondation sur un anneau extérieur. Un aigle stylisé et prenant une forme en « V » est présent au centre. Cette lettre rappelle tant la ville de Vancouver, dont Langley est la banlieue, que la Vallée du Fraser tout en évoquant aussi la victoire qui guide les joueurs. Les couleurs sont le noir, le gris et le rouge.

## Joueurs et personnalités du club

### Entraîneurs
Le tableau suivant présente la liste des entraîneurs du club depuis 2022.
| Rang | Entraîneur    | Nationalité | Début           | Fin             | Matchs | Victoires | Nuls | Défaites | % victoires | Palmarès |
| ---- | ------------- | ----------- | --------------- | --------------- | ------ | --------- | ---- | -------- | ----------- | -------- |
| 1    | Afshin Ghotbi | Iran        | 2 novembre 2022 | 23 juillet 2025 | 1      | 0         | 0    | 1        | 0%          |          |
| 2    | Martin Nash   | Canada      | 23 juillet 2025 | en poste        |        | 0         | 0    |          | 0%          |          |